# Malmölandet

Malmölandet är en halvö direkt norr om Norrköping vid Bråvikens strand i Kvillinge socken. I norr begränsas den av Norrviken och i söder av Loddbyviken, Motala ströms utlopp i Bråviken.
Malmölandet består i dag huvudsakligen av åkermark samt Holmen Papers anläggning Braviken. Norrköpings kommun köpte under 2007-2008 det ca 400 hektar stora Krusenhofs gods på södra Malmölandet och planerar att på sikt upplåta en stor del av markområdet för expansion av Norrköpings hamn, järnväg till den planerade kombiterminalen på angränsande Händelö, logistikföretag och industritomter. 
I området kring Bravikens pappersbruk finns ett odlingslandskap präglat av ekhagar. I dessa växer förutom ek även vildapel, hassel, björk och asp samt snår av slån och nypon. Vanliga blommor är gullviva, ängsvädd, ängsskära, nattviol, svalört, vårlök, blåsippa, liljekonvalj och getrams. Kring sjön Lillsjön finns alsumpskog. Vid Hässelholmarna finns strandängar med bladvass. Längs Norrviken, nära Hagadal,  finns blandad lövskog med gamla ekar, bok och lind samt även ett parti med rönnskog. På Malmölandet finns även den ovanliga läderbaggen, som trivs i de många ihåliga ekstammarna. Den är klassad som akut utrotningshotad.
I Ströja har vid arkeologiska utgrävningar en stor mängd fynd från vendel- och vikingatiden påträffats, bland annat en stor hallbyggnad.

## Byggnader
Malmö gård var belägen strax intill nuvarande Bravikens pappersbruk på Malmölandets östligaste del, nära Bråvikens strand. 
Den lilla herrgården uppfördes i en våning med fasad i vit puts vid 1800-talets början. Den hade brutet tak och frontespis. Två flyglar uppfördes 1750 samt ca. 1800. Malmö gård var under en lång tid utgård under Björnsnäs gods, vars ägare, familjen Trozelli, i slutet av 1970-talet sålde Malmö gård till Holmens bruk, som på gårdens marker lät bygga Bravikens pappersbruk.
Malmö gård revs under 1980-talet av Holmens bruk.  
Krusenhof är en större herrgårdsanläggning, vars nuvarande huvudbyggnad uppfördes 1914 på uppdrag av dess dåvarande ägare, riksmarskalken och tidigare landshövdingen Otto Printzsköld (1846-1930), efter ritningar av professor Ivar Tengbom. Byggnaden har två våningar med valmat kupförsett tak. Parken ritades av Rudolf Abelin. Kring huvudbyggnaden finns några bergknallar bevuxna med lövträd, främst ek. Krusenhof arrenderas och bebos ännu (2009) av den tidigare ägarfamiljen Printzsköld, som 2008 sålde godset till Norrköpings kommun.
Björnvikens säteri uppfördes ca 1860, och renoverades 1920. Herrgården är idag (2021) privatbostad.